# Saint-Connec
Saint-Connec (bretonisch Sant-Koneg) ist eine französische Gemeinde mit 258 Einwohnern (Stand: 1. Januar 2022) im Département Côtes-d’Armor in der Region Bretagne. Sie gehört zum Arrondissement Saint-Brieuc und zum Kanton Guerlédan. Zudem ist der Ort Mitglied des 2000 gegründeten Gemeindeverbands Pontivy Communauté. Die Einwohner werden Saint Connecois(es) genannt.

## Geographie
Saint-Connec liegt etwa 39 Kilometer südwestlich von Saint-Brieuc an der südlichen Grenze des Départements Côtes-d’Armor. 

## Bevölkerungsentwicklung

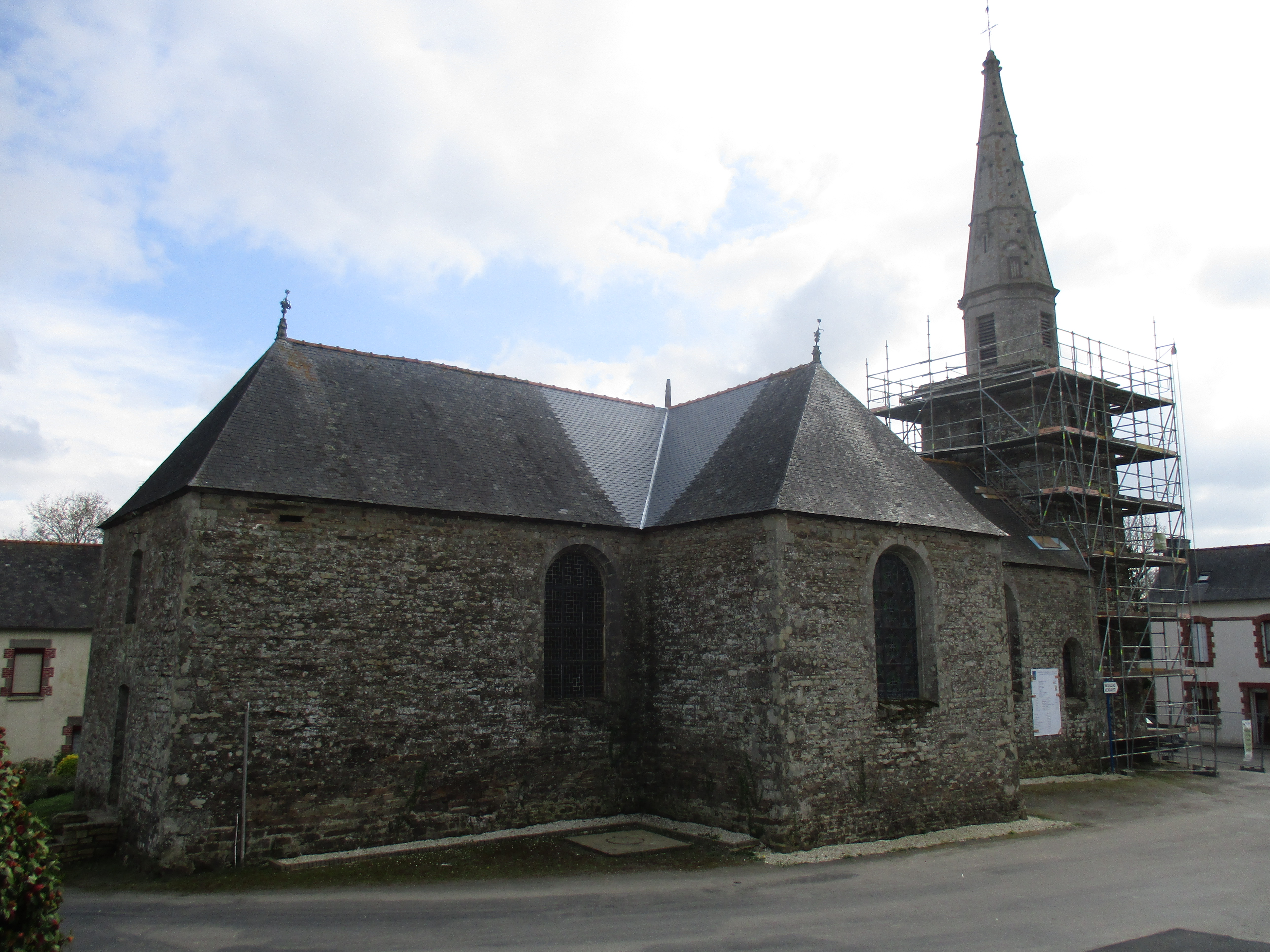
Kirche Saint-Gonéry

| Jahr                       | 1793 | 1806 | 1821 | 1831 | 1846 | 1891 | 1906 | 1962 | 1968 | 1975 | 1982 | 1990 | 1999 | 2006 | 2012 |
| Einwohner                  | 664  | 612  | 767  | 580  | 716  | 584  | 678  | 472  | 440  | 383  | 332  | 280  | 276  | 297  | 255  |
| Quellen: Cassini und INSEE |      |      |      |      |      |      |      |      |      |      |      |      |      |      |      |